# José Montilla
Pour les articles homonymes, voir Aguilera.
José Montilla Aguilera, né le 15 janvier 1955 à Iznájar (province de Cordoue), est un homme politique espagnol membre du Parti des socialistes de Catalogne (PSC).
Maire de Cornellà de Llobregat, dans la banlieue industrielle de Barcelone, entre 1985 et 2004, il est élu en 2000 premier secrétaire du Parti des socialistes de Catalogne. En 2003, il est porté à la présidence de la députation provinciale de Barcelone.
À la suite des élections législatives de 2004, au cours desquelles il est élu au Congrès des députés, il est nommé ministre de l'Industrie, du Tourisme et du Commerce dans le gouvernement Zapatero I.
Il démissionne en 2006 pour se présenter aux élections régionales anticipées en Catalogne. Il reconduit la coalition tripartite de gauche sortante et accède au poste de président de la généralité de Catalogne. Il le quitte à l'issue d'un seul mandat de quatre ans, après sa nette défaite face à Convergence et Union d'Artur Mas. Il renonce en 2011 à la direction du PSC et rejoint alors le Sénat, où il siège jusqu'en 2019.

## Biographie

### Enfance et jeunesse
A seize ans, José Montilla quitte son Andalousie natale pour aller vivre en Catalogne pour s'installer à Sant Joan Despí dans la province de Barcelone. Il entreprend des études d'économie et de droit à l'université de Barcelone mais ne termina aucun des deux cursus.

### Carrière politique locale
Il adhère au Parti des socialistes de Catalogne (PSC) en 1978 et devient membre de son conseil national deux ans plus tard. À 25 ans, il devient adjoint au maire délégué aux Finances de Sant Joan Despí, où il était déjà porte-parole du groupe municipal socialiste.
De 1985 à 2004, José Montilla est maire de Cornellà de Llobregat, élu avec une majorité absolue à partir de 1987.
Élu membre de la commission exécutive du PSC lors du Ve congrès de 1987, il devient, dès l'année suivante, président du conseil de la comarque du Bas Llobregat et ce jusqu'en 1997.
Il siège à la députation provinciale de Barcelone entre 1983 et 2004, y occupant les diverses fonctions de vice-président chargé des Travaux publics, second vice-président de 1987 à 1991, puis président délégué à l'Agriculture et à l'Environnement entre 1991 et 1999. Après avoir été premier vice-président de la Députation à partir de 1999, il en est élu président le 1er juillet 2003.
En 1994, il est nommé secrétaire à l'organisation du Parti des socialistes de Catalogne, puis premier secrétaire le 18 juin 2000.

### Carrière politique nationale
Le 18 avril 2004, José Montilla est nommé ministre de l'Industrie, du Tourisme et du Commerce dans le premier gouvernement de José Luis Rodríguez Zapatero et démissionne de toutes ses fonctions locales. Il conserve cependant son poste de premier secrétaire du PSC et reste membre de la commission exécutive fédérale du Parti socialiste ouvrier espagnol.
Au cours de son mandat, il se montre favorable à une redevance sur les CD et DVD gravables. Selon lui, le gouvernement cherche « la conciliation entre les intérêts des créateurs et de l'industrie » et le développement de la société de l'information. Finalement, la loi sur la propriété intellectuelle, votée le 22 juin 2006 étend la « redevance numérique » (canon digital), créée par le précédent gouvernement de José María Aznar, à toute une série de supports idoines pour la reproduction, tels que les CD, les DVD, les lecteurs MP3, les cartes mémoire, les téléphones mobiles, les imprimantes ou encore les caméras numériques.

### Polémique sur l'OPA de Gas Natural
À la fin de l'année 2005, il est pris dans une polémique née de l'OPA hostile de la société Gas Natural sur Endesa, le journal El Mundo ayant révélé que la banque catalane La Caixa, principal actionnaire de Gas Natural, avait toléré un retard de paiement de 6,3 millions d'intérêts du Parti socialiste catalan, correspondant à un prêt effectué par la banque au parti en 1994, soit 45 % de la dette totale. La Caixa et le PSC avaient alors négocié de ramener le montant du prêt, 7,81 millions d'euros, à un taux d'intérêt de 3 % sur quinze ans, sans en avertir le tribunal des comptes.
Le Parti populaire demande alors la démission du ministre, estimant qu'il y avait là conflit d'intérêts dans la mesure où c'est à la Commission nationale de l'énergie (CNE), dépendante du ministère de l'Industrie, d'approuver ou non l'OPA. Montilla répète que la situation financière de son parti n'a rien à avoir avec l'autorisation donnée par la CNE, et le PSOE rappelle que les principaux critères de viabilité de l'offre de Gas Natural sont ceux du tribunal de la concurrence et non ceux de la Commission.

### Président de la Généralité
Pasqual Maragall ayant annoncé qu'il ne sera pas candidat à un nouveau mandat de président de la Généralité de Catalogne, José Montilla est choisi pour lui succéder par le comité national du Parti des socialistes de Catalogne (PSC) et démissionne de son portefeuille ministériel le 8 septembre 2006.
Lors des élections du 1er novembre 2006, le PSC termine deuxième derrière Convergence et Union, au pouvoir entre 1980 et 2003, mais la coalition qu'il formait jusqu'alors avec la Gauche républicaine de Catalogne (ERC) et l'Initiative pour la Catalogne Verts - Gauche unie et alternative (IC-V/EUiA) remporte 70 sièges sur les 135 que compte le Parlement de Catalogne, et José Montilla est investi par 70 voix contre 65 le 24 novembre.
Candidat à sa propre succession lors des élections régionales du 28 novembre 2010, il annonce qu'il n'effectuera pas un mandat de plus en cas de victoire, peu probable selon les sondages. Il est effectivement largement battu par Artur Mas, chef de file de Convergence et Union (CiU), qui le remplace le 23 décembre à la tête du gouvernement de Catalogne.

### Sénateur
Le 1er décembre 2011, il devient sénateur aux Cortes Generales, désigné par le Parlement de Catalogne.